# 2015년 영화
다음은 2015년 영화에 대한 정보이다. 이 해에 개봉된 영화와 주요 박스오피스, 영화제 등을 기재한다.

## 2015년 박스오피스
2015년 내에 개봉된 영화를 대상으로 한 전 세계 박스오피스 순위는 다음과 같다.
| 순위 | 제목                         | 배급사         | 전 세계 수익   |
| ---- | ---------------------------- | -------------- | -------------- |
| 1    | 스타워즈: 깨어난 포스        | 디즈니         | $2,068,223,624 |
| 2    | 쥬라기 월드                  | 유니버셜       | $1,670,400,637 |
| 3    | 분노의 질주: 더 세븐         | 유니버셜       | $1,516,045,911 |
| 4    | 어벤져스: 에이지 오브 울트론 | 디즈니         | $1,405,413,868 |
| 5    | 미니언즈                     | 유니버셜       | $1,159,398,397 |
| 6    | 007 스펙터                   | MGM / 컬럼비아 | $880,674,609   |
| 7    | 인사이드 아웃                | 디즈니         | $857,611,174   |
| 8    | 미션 임파서블: 로그네이션    | 파라마운트     | $682,330,139   |
| 9    | 헝거 게임: 더 파이널         | Lionsgate      | $653,428,261   |
| 10   | 마션                         | 20세기 폭스    | $630,161,890   |

## 같이 보기
- 2015년 대한민국의 영화